# Ray Stephen
Raymond 'Ray' Stephen (Aberdeen, 9 december 1962) is een voormalig Schots voetballer die tussen 1980 en 1987 181 wedstrijden speelde voor Dundee. Stephen speelde ook voor AS Nancy, Aberdeen en Cove Rangers. 